# سیارک ۷۰۹۴۲
سیارک ۷۰۹۴۲ (به انگلیسی: 70942 Vandanashiva، نامگذاری:1999WV8) هفتاد هزار و نهصد و چهل و دومین سیارک کشف شده‌است که در ۲۸ نوامبر ۱۹۹۹ کشف شد.